# 國領經郎
國領 經郎（こくりょう つねろう、1919年10月12日 - 1999年3月13日）は、洋画家、日本芸術院会員。

## 人物
神奈川県横浜市生まれ。東京美術学校図画師範科卒業。日展、光風会展、日洋展などのほか、国際形象展、アジア現代美術展などにも出品、国際的に活動。戦前の中学校美術科教諭に始まり、1985年に横浜国立大学教育学部の教授を退任するまで、美術教育の分野でも多くの業績を残した。
1947年日展初入選、1955年、1969年、1971年の日展で特選、1983年第2回宮本三郎記念賞受賞、1986年日展で内閣総理大臣賞受賞。1991年日本芸術院賞受賞、同年日本芸術院会員。1992年紺綬褒章受章、日展常務理事（以降没年まで）。1994年勲三等瑞宝章受章。1999年3月13日死去、4月に横浜美術館で國領經郎展開催（回顧展準備中の死亡であったため追悼展となった）、11月の第31回日展に遺作が出品された。
砂の風景画家として著名であるが元来人物画も得意とする。1950年代後半から様々な点描法による風景画を試みていたが、1960年代中頃より徐々に砂のある風景を描くようになり、技法もモチーフも変化していった。以降は若者の群像、砂丘や風紋、海や舟、鳥などのモチーフで構成した「砂の風景」をテーマに数多くの作品を描き、彼の作品群のメインテーマとなった。

## 主な作品
- 「運河」（1955）（呉市立美術館）
- 「砂上の風景」（1969）（横浜美術館）
- 「海浜の風景」（1971）（個人）
- 「砂の上の群像」（1974）（京都国立近代美術館）
- 「跡」（1978）（東京都現代美術館）
- 「無風の風景」（1980）
- 「風」（1981）（愛知県美術館）
- 「轍」（1982）（横浜美術館）
- 「静止の空間」（1983）（横浜美術館）
- 「ある静寂の午後」（1986）
- 「海風の風景」（1988）（横浜美術館）
- 「晨」（1989）（山種美術館）
- 「讃」（1990）（広島市現代美術館）
- 「呼」（1991）（日本芸術院）
- 「薄ら陽の砂州（1998）（鳥取県）

## 著書など
- 中学校美術科基本的事項の指導 2 高山正喜久共編 明治図書出版 1971（共編）
- 国領経郎 裸婦 学習研究社 1983
- 国領経郎 砂の風景 学習研究社 1985
- 国領経郎展 日動画廊 1993
- 國領經郎展 横浜美術館 1999